# Завичајни дани Мокре Горе
Завичајни дани Мокре Горе је традиционална туристичка манифестација која се организује сваке године, крајем јуна, у ужичком селу Мокра Гора, у организацији МЗ Мокра Гора и Удружење мокрогораца „Шарган”.
Замишљена је као манифестација која окупља Мокрогорце који су отишли из села и оне који су још увек ту, а занимљивим садржајима прерасла је у туристичку манифестацију коју сваке године посећују туристи из земље и иностранства. На овој новој сеоској светковини демонстрирају се старе вештине, оживљавају обичаји, излажу предмети традиционалне занатске производње као и ткани и плетени производи женске домаће радиности. Читав догађај употпуњен је кулинарским специјалитетима овог краја (сир, кајмак, пршута, ракија) и препознатљивом музиком трубача.